# Sterławki Wielkie

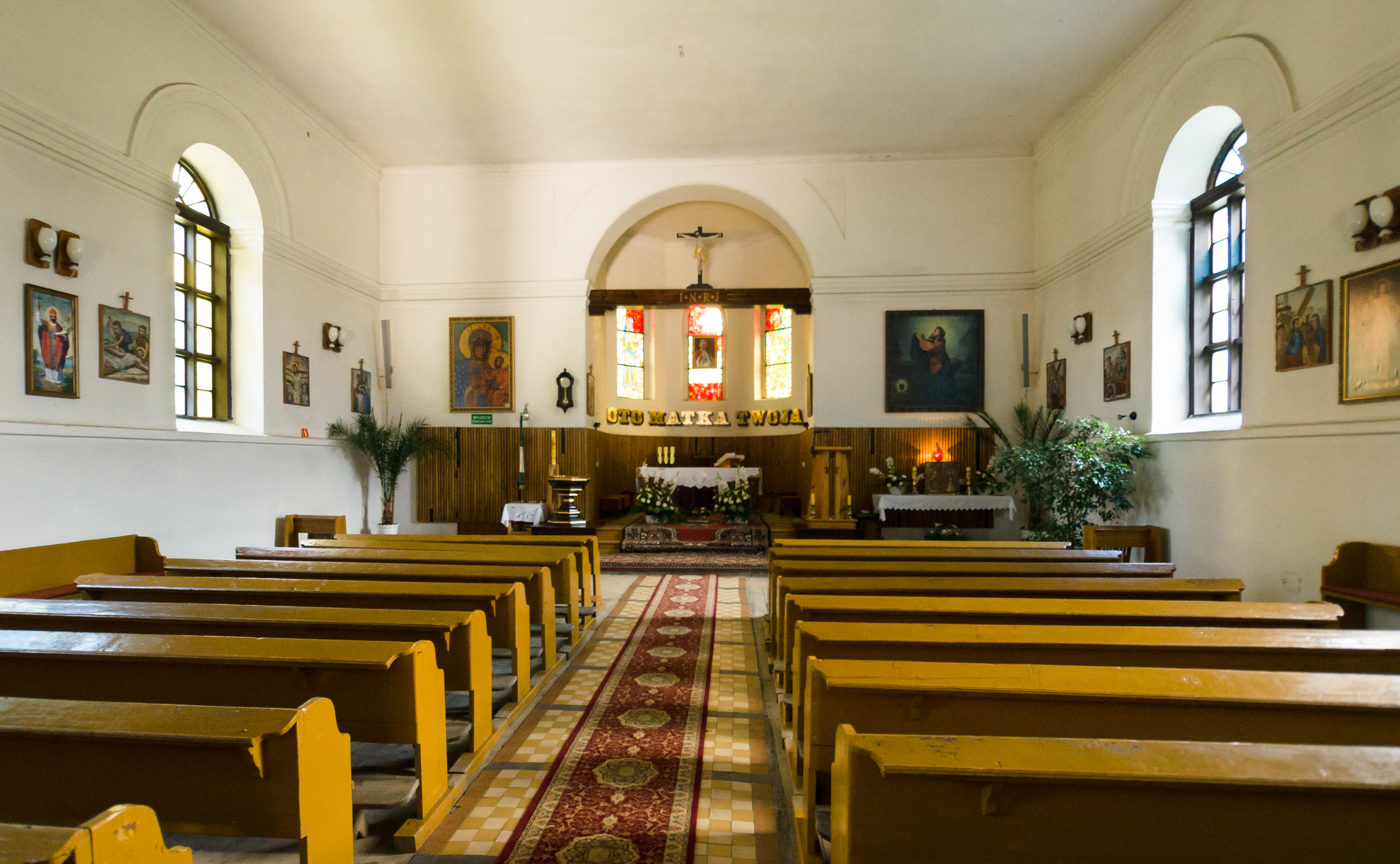
Ołtarz w kościele pw. Opatrzności Bożej w Sterławkach Wielkich

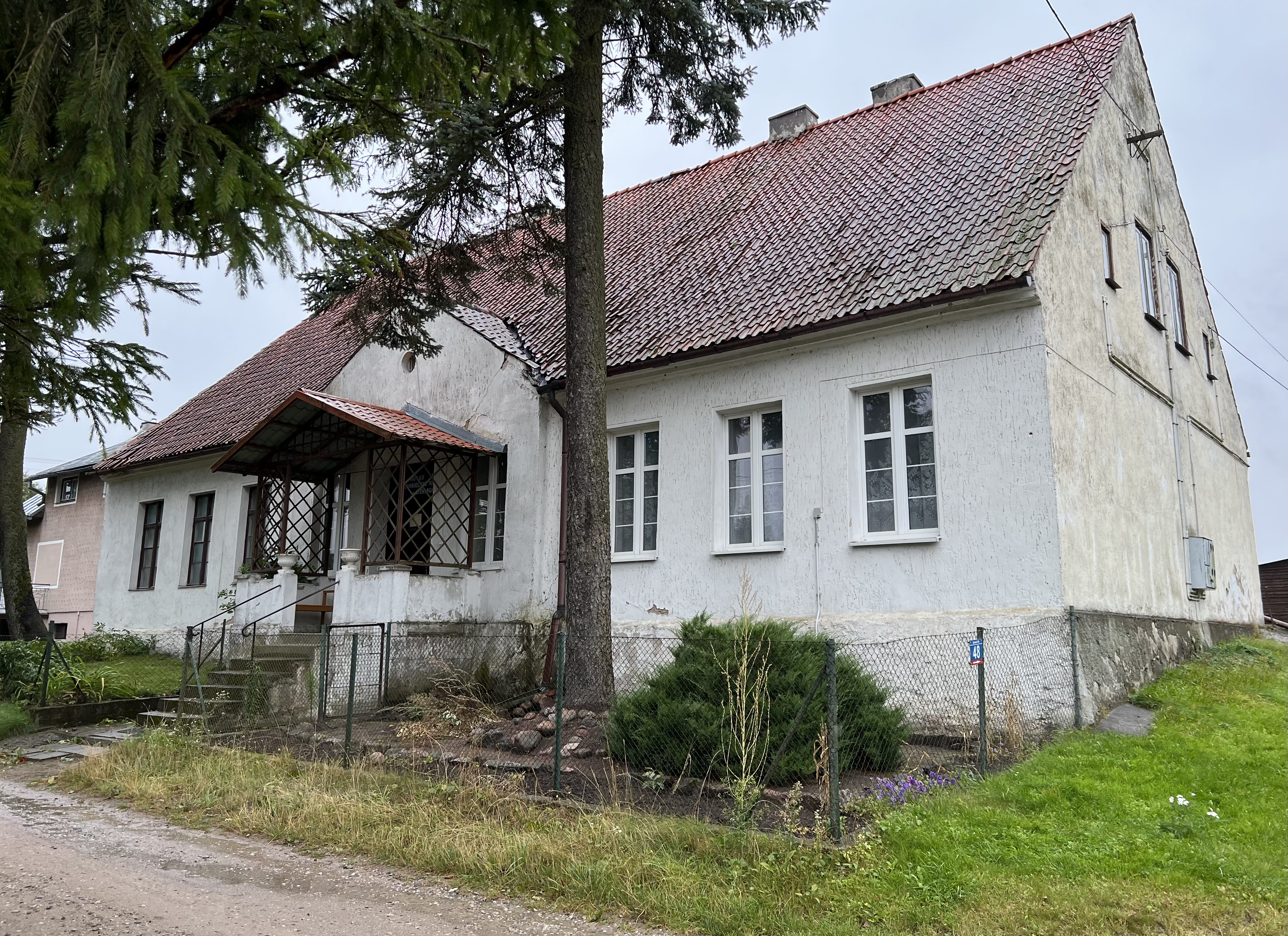
Kaplica ewangelicko-augsburska w Sterławkach Wielkich

Sterławki Wielkie (niem. Groß Stürlack) – wieś w Polsce położona w województwie warmińsko-mazurskim, w powiecie giżyckim, w gminie Ryn.
Do 1954 roku siedziba gminy Sterławki Wielkie. W latach 1975–1998 miejscowość administracyjnie należała do województwa suwalskiego.
Wieś położona jest przy drodze Kętrzyn – Giżycko i na południe od Jez. Dejguny.

## Historia wsi
Wieś lokował 17 stycznia 1387 komtur Pokarmina Fryderyk von Wenden. O początkach wsi w Słow. geogr. zapisano: „...komtur brandenburski nadaje w 1387 r. Stefanowi i Andrzejowi z Rusin, na prawie chełmińskim 60 włók wolnych od czynszu, dziesięcin i tłoki w S., z 8-letnią wolnością. Stefan i Andrzej otrzymują po 6 wł., z obowiązkiem jednej służby, podczas gdy inni od 4 włók jedną służbę pełnić mają.”
W 1613 według ksiąg rachunkowych starostwa giżyckiego były tu 4 karczmy. Od 1 maja 1652 właścicielem 6 włók był Jerzy Fryderyk baron Schenk zu Tautenberg. W utworzonej posiadłości zwanej Sterławkami Szlacheckimi został wybudowany okazały dwór. W 1656 dwór spalili Tatarzy, a baron Tautenberg rozsiekany został na wielkim kamieniu przy wejściu do dworu. Dwóch synów barona Tatarzy wzięli w jasyr.
W 1806 w rejestrach kościelnych odnotowano, że na 1479 komunikantów jedynie 20 miało pochodzenie niemieckie. Postęp germanizacji był bardzo szybki, w 1890 na 2359 parafian jedynie 400 było Polakami.
Pod koniec XIX w. w Sterławkach funkcjonował młyn wodny, a jeszcze po 1945 młyn (obecnie zajazd).
W 1945 w Sterławkach Wielkich funkcjonował posterunek Milicji Obywatelskiej. Były to czasy niespokojne, o których
Andrzej Wakar autor części historycznej monografii Giżycka wydanej w 1983 nie mógł inaczej napisać jak: „Po wojnie przez długi czas panował we wsi niepokój. Grasowały tu różne bandy”. Zdarzały się częste grabieże, zarówno ludności miejscowej, jak i nowych osadników. Nie do odróżnienia byli żołnierze z majątków Armii Czerwonej od niedobitków żołnierzy ROA. Pod koniec 1945 komendant posterunku w Sterławkach otrzymał informację od swojego szwagra spod Kamionek, że na jego gospodarstwo przygotowywany jest napad. W wyniku nocnej zasadzki zastrzelono 4 rabusiów. Jak się okazało byli to żołnierze Armii Czerwonej. Ciała zostały zakopane, żołnierze zginęli bez śladu. Sprawa wydała się po kilku latach przez gadulstwo. Sprawcy śmierci żołnierzy po osądzeniu skazani zostali na wieloletnie więzienie.

## Szkoła
Szkoła w Sterławkach powstała w 1600.
W latach 1838–1848 rektorem szkoły parafialnej w Sterławkach Wielkich był Marcin Giersz. Został on zwolniony z posady, ponieważ solidaryzował się z dążeniami Wiosny Ludów.
Po II wojnie światowej szkołę w Sterławkach uruchomiono 1 września 1945. W roku szkolnym 1946/47 była to szkoła o siedmiu klasach, a ośmioklasowa od roku szkolnego 1966/67.

## Kościół w Sterławkach
W 1490 była tu kaplica, którą obsługiwał proboszcz z Czernik. O kaplicy w Sterławkach pisze Toeppen w sposób następujący: „Pobudowano ją przed 1490 rokiem jako filię kościoła w Czernikach. Wynika to z pisma wystawionego przez wielkiego mistrza Johanna von Tieffena w Królewcu w okolicach święta Zesłania Ducha Świętego (30 maja) 1490 roku, a skierowanego do warmińskiego biskupa Łukasza Watzenrodego. Poprzednicy autora listu z przyzwoleniem proboszcza w Czernikach udzielili mieszkańcom Sturlawken (Sterławki Wielkie), nieszczęśliwym z powodu oddalenia od kościoła parafialnego, zgody na wystawienie kaplicy. Obecnie była ona na tyle gotowa, że mogłaby zostać wyświęcona ku czci św. Jana Chrzciciela. Wielki mistrz prosił więc biskupa o wydanie zezwolenia proboszczowi z Czernik lub innemu duchownemu na odprawienie tam mszy świętej w najbliższe święto Jana Chrzciciela.”
Parafię luterańską utworzono tutaj w 1598. Do parafii w Sterławkach należały miejscowości: Grzybowo, Kronowo, Martiany, Sterławki Wielkie i Sterławki Małe. Teren parafii Sterławki zamieszkiwali wyłącznie Polacy. W 1656 kościół (budowlę z końca XV w.) spalili Tatarzy, a większość mieszkańców wzięli w jasyr. Kościół stopniowo został odbudowany, ale niezbyt solidnie. Nowy kościół, na starych fundamentach, z wykorzystaniem materiałów budowlanych z rozbiórki wybudowano w 1832. Projekt kościoła opracowany został w pracowni architekta Karola Fryderyka Schinkla. Kościół był odnawiany w 1884, wówczas do kościoła dobudowano wieżę wysokości 38 m. Kościół jest świątynią halową z pięcioboczną apsydą. Na wyposażeniu kościoła znajduje się krucyfiks drewniany z XVIII w. i mosiężna chrzcielnica (ośmioboczna, trybowana i puncowna) z XVII w.
W 1806 na 1476 osób z terenu parafii przystępujących do komunii świętej było 1459 Mazurów. W 1890 nabożeństwa odprawiano tu w języku polskim i niemieckim.
Jeszcze w XX w. władze kościelne uważały, że tutejszy pastor powinien znać język „mazurski”. Ostatni pastor w Sterławkach nazywał się Modersitzki.
W 1945 była tu już świątynia katolicka. Kościół zmienił tytuł ze św. Jana Chrzciciela na Opatrzności Bożej. Obsługę duszpasterską pełnił tu ks. Małachowski proboszcz w Rynie (wcześniej w Nowej Wilejce, obecnie dzielnica Wilna). Dnia 28 kwietnia 1946 brała tu ślub Krystyna Grajewska (prawdziwe nazwisko Mackiewicz, córka rządcy majątku ziemskiego w Grzybowie, żołnierza AK – Oddział Rozpoznawczy Komendy Okręgu Wilno) z Teodorem Kozłowskim (prawdziwe nazwisko Straczycki pseudonim „Góra” – AK wileńska XIII Brygada „Nietoperza”) administratorem majątku w Rudzie. Na ślubie byli obecni inni żołnierze AK tej brygady, w tym „Żagielek” z Martian. Ks. Małachowski wystawił akty zawarcia małżeństwa w dwóch wersjach: na nazwiska prawdziwe i przybrane.
Od 23 czerwca 1945 do września 1946 funkcję proboszcza pełnił ks. Adam Szabunia. Obsługiwał także dwie kaplice: w Nakomiadach (za kaplicę służyła komnata gotycka pałacu) i w Kamionkach.
Protestanckie tradycje wsi podtrzymuje działający w Sterławkach Wielkich filiał Kościoła Ewangelicko-Augsburskiego, podlegający pod parafię w Rynie.

## Demografia i inne
- W drugiej połowie XIX w. wieś miała powierzchnię 1436 ha, było tu 170 domów i 818 mieszkańców.
- W 1910 Sterławki Wielkie miały 877 mieszkańców (Wieś wraz z powiatem giżyckim znajdowała się na terenie rejencji Gąbińskiej).
- w 1939 było tu 871 mieszkańców.
- W 1970 wieś miała powierzchnię 653 ha (bez dawnych Sterławek Szlacheckich – w majątku funkcjonował PGR). We wsi było 79 domów w których mieszkało 621 osób.